# ستيف فارمر
ستيف فارمر (بالإنجليزية: Steve Farmer)‏ هو مغن مؤلف وشاعر أمريكي، ولد في 31 ديسمبر 1948.